# Leptotyphlops sylvicolus
Leptotyphlops sylvicolus — вид змій родини струнких сліпунів (Leptotyphlopidae).

## Назва
Видова назва L. sylvicolus з латини перекладається як «той, що живе у лісі». Назва вказує на те, що вид живе у лісистій місцевості, на противагу від інших видів Leptotyphlops, які є жителями саван.

## Поширення
Ендемік Південно-Африканської Республіки. Поширений у провінціях Квазулу-Наталь та Східний Кейп.

## Опис
Дрібна змійка, завдовжки 10,5 см. Тіло чорного кольору.

## Спосіб життя
Трапляється виключно в лісистих місцях проживання.

## Оргінальна публікація
- Broadley & Wallach, 1997 : A review of the genus Leptotyphlops (Serpentes: Leptotyphlopidae) in KwaZulu-Natal, South Africa, with the description of a new forest-dwelling species. Durban Museum Novitates, vol. 22, P..